# Хадельн

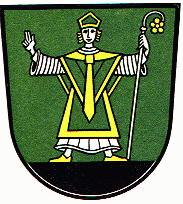
Герб Хадельна со Святым Николаем

Хадельн (Land Hadeln) — это историческая местность в Северной Германии в устье Эльбы вокруг города Оттерндорф в земле Нижняя Саксония.
Название местности восходит к латинскому названию Haduloha в Анналах королевства франков
В Средние века Хадельн принадлежал герцогам Саксен-Лауэнбурга. На запад от Хальдена находилась самоуправляющаяся земля Вурстен.
В 1689 году Хадельн был выделен из Саксен-Лауэнбурга и управлялся как отдельная территория под опекой Империи.
Во время Северной войны Хадельн был оккупирован шведами.
В 1731 году Хадельн вошёл в состав Ганновера.